# Nacionalidad canadiense

Bandera de Canadá

Escudo de Canadá

La nacionalidad o ciudadanía canadiense se obtiene habitualmente por nacimiento en Canadá, nacimiento en el extranjero cuando al menos uno de los padres es un ciudadano canadiense y nació en Canadá, o por adopción en el extranjero por al menos un ciudadano canadiense. También puede ser concedida a un residente permanente que vive en Canadá al menos tres años completos (1095 días) dentro de los cuatro años anteriores al momento de presentar la solicitud y cumple con los requisitos específicos.

## Historia de la nacionalidad canadiense

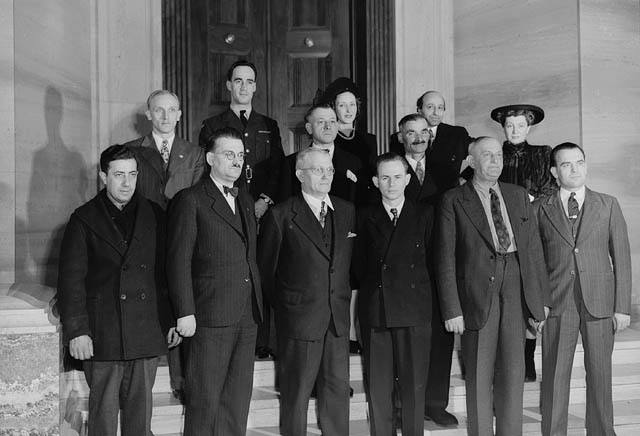
Primera ceremonia de entrega de la nacionalidad canadiense en Ottawa, 1947.

La Ley de Ciudadanía de Canadá de 1946 entró en vigor el 1 de enero de 1947. Antes de esa fecha, los canadienses eran súbditos británicos y la ley de nacionalidad de Canadá se asemejaba bastante a la del Reino Unido. Como la independencia de Canadá se obtuvo de forma incremental a lo largo de muchos años desde la formación de la Confederación Canadiense en 1867, la Segunda Guerra Mundial generó un deseo particular entre los canadienses de que su país fuera reconocido como un Estado soberano en toda regla con una ciudadanía propia. Antes de la concesión de la condición jurídica de la ciudadanía canadiense, las leyes de naturalización canadienses eran una mezcla de leyes confusas, las cuales dieron un impulso adicional a la creación de la ciudadanía canadiense.
El 1 de enero de 1947, la nacionalidad canadiense fue conferida a la mayoría de los súbditos británicos que se encontraban vinculados con Canadá, a indígenas registrados de las Primeras Naciones y esquimales que estaban domiciliados en territorio canadiense. Posteriormente, el 1 de abril de 1949, la ley de nacionalidad canadiense se extendió al Dominio de Terranova al ingreso de ese país a la Confederación.
La ley de nacionalidad canadiense fue revisada sustancialmente el 15 de febrero de 1977, cuando una nueva Ley de Ciudadanía entró en vigor. Desde esa fecha Canadá acepta plenamente la ciudadanía múltiple. Sin embargo, los que perdieron la ciudadanía canadiense antes de esa fecha sólo la restauraron automáticamente el 17 de abril de 2009, cuando se proclamó la Ley C-37.

## Nacimiento en Canadá
En general, todas las personas nacidas en Canadá a partir de 1947 adquieren la ciudadanía canadiense en el momento de su nacimiento. La única excepción de adquisición automática de la ciudadanía canadiense para personas nacidas en Canadá corresponde a los hijos de personas en misiones diplomáticas extranjeras, donde se deben aplicar algunos requisitos adicionales para obtener la ciudadanía.
La mayoría de las personas nacidas en Canadá antes de 1947 adquirieron la ciudadanía canadiense el 1 de enero de 1947, si estaban vivos en esa fecha.

## Ciudadanía por ascendencia
Toda persona nacida fuera de Canadá después del 15 de febrero de 1977 que alguno de sus padres tuviese la nacionalidad canadiense al momento de su nacimiento recibe la ciudadanía canadiense automáticamente por ascendencia. Las personas nacidas fuera de Canadá antes del 17 de abril de 2009 y que alguno de sus padres posea la nacionalidad canadiense sin que este haya nacido en Canadá deberán realizar una aplicación antes de cumplir los 28 años de edad para mantener la ciudadanía canadiense. Las personas nacidas después del 17 de abril de 2009 ya no requieren la aplicación para mantener la ciudadanía por la ley C-37.

## Naturalización

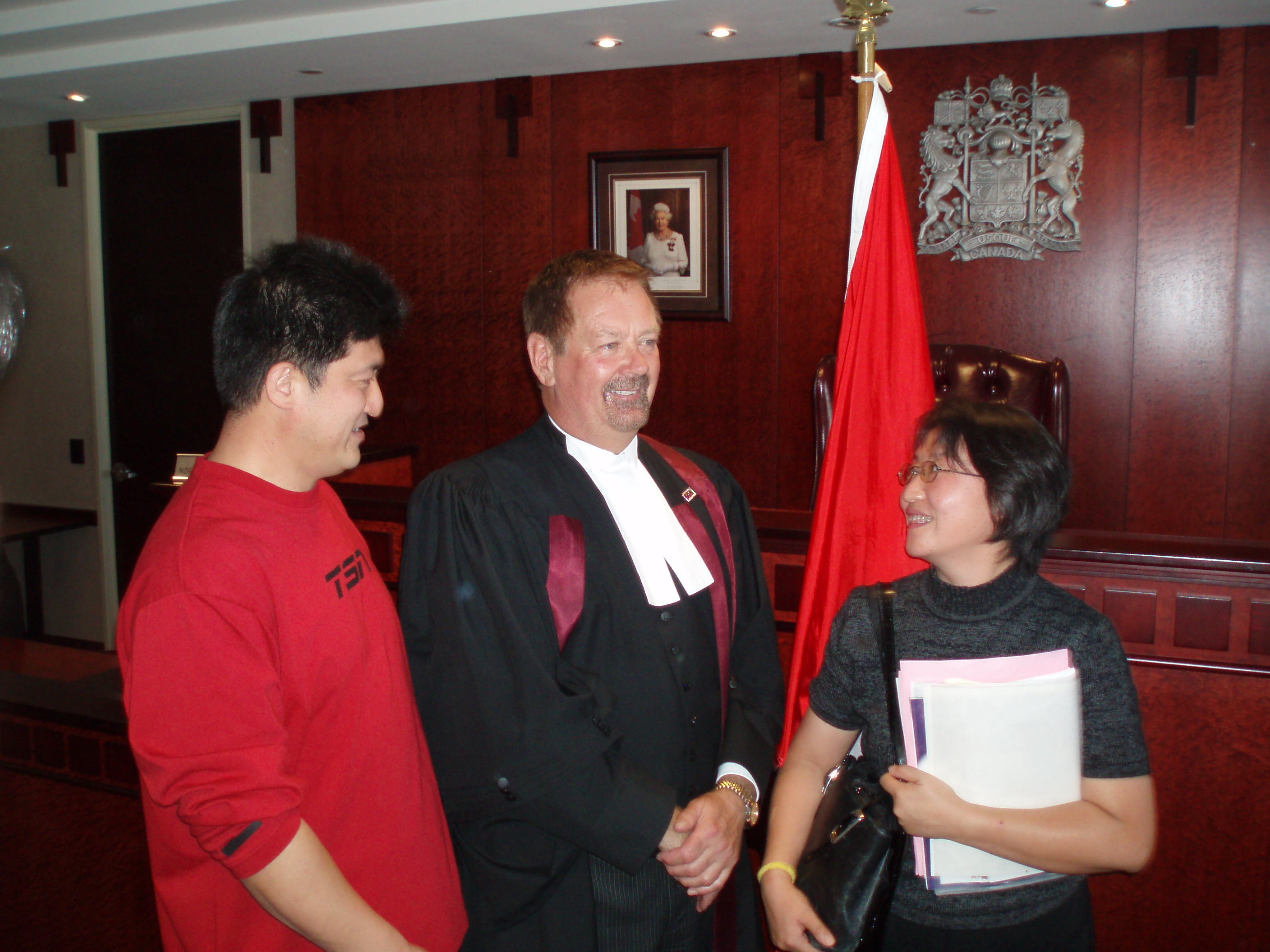
Ceremonia de entrega de la ciudadanía canadiense.

Una persona que posee la residencia permanente en Canadá puede solicitar la naturalización después de tres años de residencia en Canadá cumpliendo los siguientes requisitos:
- Es mayor de 18 años de edad (los menores de edad solo pueden solicitar su naturalización cuando sus padres posean la nacionalidad canadiense o estén realizando el proceso de solicitud).
- Es residente permanente.
- Ha permanecido por lo menos tres años completos (1095 días) dentro de los cinco años anteriores al momento de presentar la solicitud.
- Posee conocimientos acerca de Canadá (este requisito se certifica con la presentación de un examen como parte del proceso, para solicitantes entre 18 y 54 años de edad).
- Conoce los derechos y responsabilidades de la nacionalidad canadiense.
- No es un criminal de guerra.
- Tiene habilidades de comunicación en inglés y francés.

Al final del proceso de naturalización, todos los solicitantes de la nacionalidad canadiense mayores de 14 años deben asistir a una ceremonia en la cual se entrega el certificado de ciudadanía. La ceremonia es administrada por un juez, quien toma el juramento de aceptación de los derechos y responsabilidades de la ciudadanía.

## Nacionalidad por adopción
La ley C-14 aprobada el 22 de junio de 2007 establece que los menores de edad que no posean la nacionalidad canadiense adoptados por padres con nacionalidad canadiense obtienen el derecho a solicitar inmediatamente la nacionalidad.

## Pérdida de la nacionalidad
Actualmente no hay legislación que permita la pérdida involuntaria de la nacionalidad canadiense salvo por personas convictas o que hayan cometido fraude en su proceso de solicitud de la ciudadanía canadiense.
No obstante, algunas personas que poseían la nacionalidad canadiense antes del 15 de febrero de 1977 perdieron la nacionalidad si poseían otra nacionalidad y habían permanecido durante más de 10 años fuera del territorio canadiense (es decir, antes de 1967). La misma situación se aplica a los hijos de las personas que perdieron la ciudadanía canadiense en aquella fecha.
Las personas que poseen otra nacionalidad aparte de la canadiense pueden renunciar a la nacionalidad canadiense en cualquier momento.

## Derechos y deberes de los ciudadanos
De acuerdo a la oficina de Ciudadanía e Inmigración de Canadá, los ciudadanos tienen los siguientes derechos:
- Derecho a disfrutar de los derechos garantizados por la Carta Canadiense de los Derechos y las Libertades (todas las personas presentes en Canadá tiene estos derechos, independientemente de su nacionalidad).
- Poder votar en las elecciones al llegar a la edad de 18 años (siempre que no se ausente de Canadá por más de 5 años y la intención de reanudar la residencia en Canadá).
- Poder postularse para un cargo político al llegar a la edad de 18 años.
- Poder obtener un pasaporte canadiense.
- Poder prevenir el riesgo de ser deportado de Canadá (si el sujeto nacido fuera de Canadá, pero es naturalizado).
- Poder trabajar para el gobierno federal (donde la ciudadanía se requiere generalmente / preferido).
- Residir fuera de Canadá por tiempo indefinido, conservando el derecho a regresar.
- Poder transmitir la ciudadanía canadiense a los hijos nacidos fuera de Canadá (a la primera generación solamente).

Por otra parte, los ciudadanos canadienses tienen las siguientes obligaciones:
- Servir en un jurado cuando se alcanza la mayoría de edad, y se es seleccionado.
- Obedecer las leyes de Canadá.
- Respetar los derechos y libertades de los demás.
- Ayudar a los demás en la comunidad.
- Cuidar y proteger el patrimonio de Canadá y el medio ambiente.
- Eliminar la discriminación y la injusticia.

## Ciudadanía honorífica

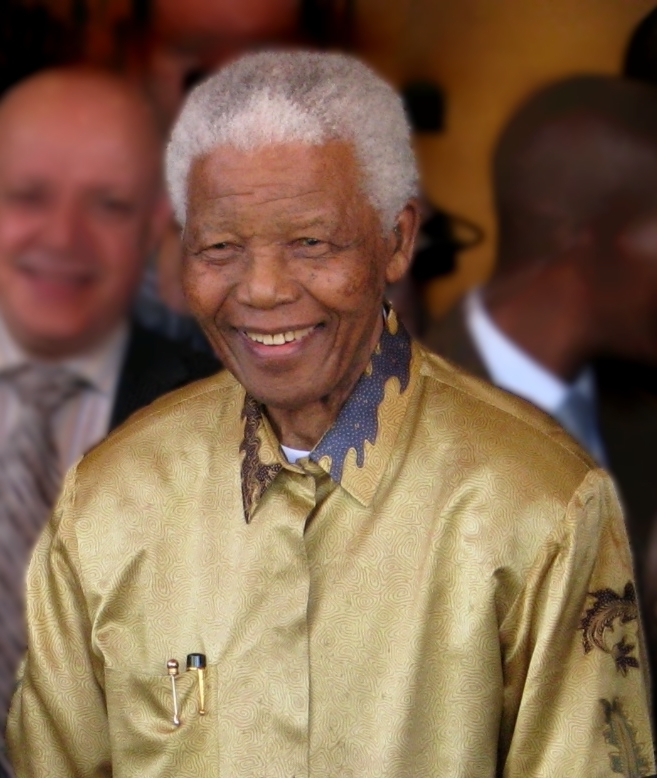
Nelson Mandela recibió la nacionalidad canadiense honorífica en 2001.

Cinco personas han obtenido la ciudadanía canadiense honorífica, la cual es otorgada por el Gobernador General de Canadá con la autorización del Parlamento:
1. Raoul Wallenberg, diplomático sueco y héroe del holocausto; la ciudadanía honorífica le fue otorgada póstumamente en 1985.[9]
2. Nelson Mandela, activista en contra del apartheid, expresidente sudafricano galardonado con el Premio Nobel de la Paz 1993; la ciudadanía honorífica le fue otorgada en 2001.[10]
3. Tenzin Gyatso (el décimo cuarto dalái lama), galardonado con el Premio Nobel de la Paz 1989; la ciudadanía honorífica le fue otorgada en 2006.[11]
4. Aung San Suu Kyi, primer ministro de Burma, galardonado con el Premio Nobel de la Paz 1991; la ciudadanía honorífica le fue otorgada en 2007.[12]
5. Aga Khan IV, 49.º Iman del Ismailismo; la ciudadanía honorífica le fue otorgada en 2009.[13][14]